# Elena Tereshina
Elena Borisovna Tereshina (ukrainien : Елена Борисовна Терёшина), née le 6 février 1959 à Kyiv (RSS d'Ukraine), est une ancienne rameuse soviétique d'origine ukrainienne. Elle est médaillée d'argent aux Jeux de 1980.

## Carrière
Elena Tereshina est médaillée d'argent en huit aux Jeux de 1980 et également sextuple médaillée d'or aux Mondiaux.

## Palmarès

### Jeux olympiques
- Jeux olympiques d'été de 1980 à Moscou ( Union soviétique) :
  -  médaille d'argent en huit

### Championnats du monde
- Championnats du monde 1987 à Copenhague ( Danemark) :
  -  médaille de bronze en huit

- Championnats du monde 1986 à Nottingham ( Royaume-Uni) :
  -  médaille d'or en huit

- Championnats du monde 1985 à Hazewinkel ( Belgique) :
  -  médaille d'or en huit

- Championnats du monde 1983 à Duisbourg ( Allemagne) :
  -  médaille d'or en huit
- Championnats du monde 1982 à Lucerne ( Suisse) :
  -  médaille d'or en huit
- Championnats du monde 1981 à Munich ( Allemagne) :
  -  médaille d'or en huit
- Championnats du monde 1979 à Bled ( Slovénie) :
  -  médaille d'or en huit
- Championnats du monde 1978 à Karapiro ( Nouvelle-Zélande) :
  -  médaille d'or en huit